# مارفن باول
مارفن باول (بالإنجليزية: Marvin Powell)‏ هو لاعب كرة قدم أمريكية أمريكي، ولد في 30 أغسطس 1955 في فورت براغ ‏ في الولايات المتحدة.

## وصلات خارجية
- مارفن باول على موقع مرجع كرة القدم المحترفة.كوم (الإنجليزية)